# Kapustansaari
Kapustansaari är en ö i Finland. Den ligger i sjön Vuokalanjärvi och i kommunen Nyslott i  landskapet Södra Savolax, i den sydöstra delen av landet, 300 km nordost om huvudstaden Helsingfors. Öns area är 4 hektar och dess största längd är 400 meter i sydöst-nordvästlig riktning.